# Karin Friedrich (journaliste)
Pour les articles homonymes, voir Karin Friedrich.
Karin Friedrich, née le 18 février 1925 à Marbourg et morte le 27 novembre 2015  à Gauting, est une résistante contre le nazisme, journaliste et écrivaine allemande.

## Biographie
Karin Friedrich est née le 18 février 1925. Ses parents sont Otto A. Friedrich (de) (1902-1975), entrepreneur et président de la Confédération des associations d'employeurs allemands (de) et Ruth Andreas-Friedrich, résistante contre le nazisme, écrivaine et journaliste.
Elle fait partie du groupe de résistance Oncle Emile fondé par sa mère et le compagnon de celle-ci, Leo Borchard. Elle aide à distribuer des tracts après avoir appris que les frères et sœurs Scholl ont été exécutés.
Après la Seconde Guerre mondiale, elle travaille comme actrice au théâtre Hebbel (de) de Berlin pendant cinq ans. 
En 1950, elle se tourne vers le journalisme et s'installe à Munich. Elle travaille d'abord pour Echo der Woche et fait un stage au Südpost. Elle est ensuite reporter et rédactrice au Süddeutsche Zeitung de 1953 jusqu'à sa retraite en 1992. 
Elle est, en outre, engagée auprès de la Fondation Rose blanche (de) et de l'association de défense des demandeurs d'asile Pro Asyl (de).
En 2004, elle est reconnue Juste parmi les nations par Yad Vashem.
Elle meurt le 27 novembre 2015 à Gauting, à l'âge de 90 ans.

## Publications
- (de) Wege ins gelobte Land, zehn Lebensgeschichten aus Israel, Berlin, Metropol, 1994 (ISBN 3-926893-74-5)
- (de) Zeitfunken. Biographie einer Familie, Munich, Beck, 2000 (ISBN 3-406-45868-8)